# Villa Mosconi Bertani
Villa Mosconi Bertani (også kendt som Villa Novare) er en neoklassisk venetiansk villa og vingaard i Veneto-regionen i det nordlige Italien. Den kan føres tilbage til det 1700-tallet, og er vigtig og berømt for sin lange historie med produktionen af Amarone Della Valpolicella rødvin. I dag ejes den af Bianca, Giovanni og Guglielmo Bertani og er hjemsted for Gaetano Bertanis vingård Tenuta Santa Maria. Godset blev opført i forlængelse af et tidligere kompleks fra det tidlige 1500-tal, og det består af en sommerresidens, en monumental kælder og en stor have på 22 hektar, samt en bygning udelukkende dedikeret til vinproduktion. Udover at være kendt som fødested for Amarone vin, er Villa Mosconi Bertani også kendt for at være en vigtig del af romantikken, takket være den italienske digter og forfatter Ippolito Pindemonte.
Vingården er beliggende i Negrar di Valpolicella di Novare, I Valpolicella i provinsen Verona. Vingården er kendt for at være det oprindelige produktionssted for Cav.G.B. Bertani Amarone. Siden 2012 har Villaen tilhørt familien Gaetano Bertani, som nu fremstiller Valpolicella og Amarone vin under navnet “Tenuta Santa Maria di Gaetano Bertani”. Villaen er fredet og på listen over historiske vartegn i Ministeriet for Kulturarv og Aktiviteter (Italien). Villaen, parken og vinkældrene er åben for offentligheden hver dag for guidede ture, og til events, kulturelle og private arrangementer og fester.

## Omgivelser
Villaen ligger på et af de steder, der endnu ikke er overbebygget med nye huse, og denne naturskønne beliggenhed nede i dalen forøger blot den allerede ubestridelige kunstneriske skønhed. Novare-dalen havde tidligere en stor geologisk og hydrologisk interesse på grund af de syv flerårige kilder, der fodrede den romerske akvædukt i byen Verona og de rige jernforekomster, der blev udnyttet i antikken i romertiden.

## Historie
Opførelsen af Villaen begyndte omkring år 1735 under Fattori familien, og er bygget ved siden af den tidligere eksisterende 1600-tals kælder, i stedet for en gammel nedslidt bygning, først arusnat og siden romersk. Villaen blev efterfølgende solgt ufærdig i 1769 til Mosconi-familien, der afsluttede komplekset ved at tilføje en storslået romantisk park på otte hektar i engelsk stil og øge sin vinproduktion, hvilket gjorde Villaen til en af de største vingårde i Norditalien. Under Mosconis ejerskab var Villaen også en vigtig litterær salon, som blev mødested for datidens kulturelle, inklusive poeten og forfatteren Ippolito Pindemonte. I første halvdel af 1900-tallet blev villaen i en del år forsømt og udsat for hærværk, der bl.a. ødelagde parken og nogle af værelserne. I 1953 blev det købt og restaureret af Bertani-familien, som ville gøre det til et repræsentativt sted for vingården med samme navn. Siden 2012 har Villaen tilhørt familien Gaetano Bertani, som fortsætter familietraditionen med vindyrkning og -produktion her.

## Arkitektur
Komplekset er et typisk eksempel på den palladianske idé om den venetianske villa, hvor man i det arkitektoniske integrerer både dyrkning af druerne og fremstillingsprocesen, der er knyttet til vinen samt et boligområde, der midt i dalen repræsenterer et slags neoklassisk tempel og havde plads til femogtres familier, som var bosiddende på ejendommen. Det består af en hovedbygning med to lavere længer, der ender i to symmetriske facader. Klokketårnet på kapellet, som er dedikeret til St. Gaetano, er bygget på den østlige fløj. To porte på begge sider giver adgang til arbejder boligerne og kældrene.
På bestilling af den første ejer Giacomo Fattori blev konstruktionen af hele komplekset - bestående af den centrale del af Villaen, kapellet og kældrene - (oprindeligt designet af arkitekt Lodovico Perini - og fuldført i første halvdel af 1700-tallet) opført af veroneseren Adriano Crostofali. Fattori opførte bygningen i tilknytning til en eksisterende residens fra 1500-tallet. Formålet med forbedringerne foretaget af Fattori familien var at give boligen et aristokratisk præg, som en belønning til sig selv, da Fattori fornylig havde fået tildelt titlen Greve.
Projektet blev oprindeligt betroet arkitekten Lodovico Perini, som døde inden arbejdet begyndte, og projektet blev videreført og afsluttet af Cristofoli, som talentfuldt - med den neoklassiske stil for øje - genskabte de to vinkelrette fløje. Med sine ideer skabte han et forhave område som dygtigt skærmede for udsigten til arbejdernes indkvartering - ikke særligt aristokratisk - ligesom som han adskilte pladsen dedikeret til afslapning og morskab fra områderne til vinfremstilling. Hovedbygningen har tre etager og er præget af arkitektur i to stilarter: Toscansk i stueetagen og jonisk på øverste etage. I den centrale del ender hovedfacaden i en tympanon med våbenskjold - tilføjet senere af Trezzas - hvorpå fem statuer af mytologiske guder skiller sig ud. Statuerne i haven tilskrives billedhuggeren Lorenzo Muttoni.

## Freskerne i Musernes salon
Musernes salon med de pragtfulde fresker, blev tidligt brugt til små operaoptrædener og senere også mere klassiske operaer. Her kan man finde de to Mosconi våbenskjold. Det er en treetagers central hal, omgivet af malede træbalustrader, der deler rummet i to horisontale bånd. Den nederste del er domineret af brugen af falsk ashlar (kvadersten). De malede nicher indeholder monokrome malerier som statuer, der repræsenterer Kunstens Muser: Arkitektur, skulptur, maleri, geometri, astronomi og musik Foroven ses fantastisk trompe l'oeil-arkitektur, som giver et perspektiv til helheden. De laterale monokrome malerier repræsenterer statuerne af overflod og retfærdighed, mens satyrerne malet over dørene hentyder til de fire årstider.
I midten, siddende mellem farverige blomster er gudinden Flora, som repræsenterer forår. Under hende finder vi Aestas, som sommer malet i varme og lyse toner. På den modsatte side, i tydelig kromatisk kontrast, mellem mørke stormfulde skyer, er efterår og vinter. Svævende over det hele i forgrunden er Zefyr, guden for gunstige vesten vinde, ledsaget af legesyge engle, og i baggrunden kan man lige skimte Apollo i sin vogn.
Freskoerne er malet af Emilian kunstnere, der var aktive i Verona på den tid. For eksempel tilskrives den dekorative horisontale bånd trompe l”oeil maleren Prospero Pesci fra Filippo Maccari skolen, mens den centrale fresko i loftet blev tilskrevet Giuseppe Valliani, også kendt som “The Pistoian”.

## Haven og den omgivende park
I slutningen af 1700-tallet begyndte datidens mode (begyndelsen af romantikken) også at sprede sig i Verona, hvor de engelske haver vandt indpas (anlagte romantiske haver med eksotiske planter, stier, isolerede steder, hemmelige hjørner, falske arkæologiske ruiner o.a.) i modsætning til den italienske have, som er overvejende velordnet og struktureret.

For at følge denne trend, omdannede brødrene Giacomo og Guglielmo Mosconi grunden bag huset med to ting for øje: en have og en mindre skov. De anlagde søen, som forsynes med vand fra de lokale kilder på grunden, den lille ø i midten med de høje Taxodium træer, som man kan nå via en lille træbro, og det nordeuropæisk inspirerede kaffehus. Projektet med parken er skabt efter forslag af Ippolito Pindemonte, som var inspireret af haver med engelsk oprindelse, hvilket han illustrerede i essayet, der blev offentliggjort i 1792 af Academy of Sciences and Agriculture of Padua med titlen "Dissertation on English Gardens and on the merit of Italy “ - “ Afhandling om engelske haver og på Italiens fortjeneste “, af Ippolito Pindemonte 1817, hvor han citerer filosoffen, juristen og politikeren Francis Bacon, som bl.a. skriver: 
"En have, skriver Bacon fra Verulamio, er den pureste af vore glæder og har den største positive indflydelse på vores humør, og uden den er fabrikker og paladser intet andet end rå brutale værker: Faktisk ser vi altid, at ved et århundredes begyndelse giver mænd sig først at fremstille elegant og overdådigt og derefter tegne store haver, som om denne kunst var det mest perfekte, de kunne [s. 220]“.
Bortset fra planterne på øen af eksotisk natur og nogle libanesiske cedertræer, findes der i haven også nogle helt utrolige mere end 300 år gamle magnolietræer. Det lille kaffehus på søens bred er bygget efter inspiration fra nogle rejseoplevelser som Ippolito Pindemonte havde på en ferie sammen med sin nære ven og vært Jean-Jacques Rousseau i Frankrig, hvor han ofte tilbragte lange ferieperioder. Om eftermiddagen blev det brugt som læse salon, måske når man vendte tilbage fra en vandretur, mens det om aftenen blev anvendt til sociale spil, for eksempel skak, eller musiske øjeblikke med luften opløftet af harpemusik, spillet af grevindens af døtre.
Villaens ishus, som også fandtes i haven, blev bygget i det 18. århundrede og var i anvendelse indtil første halvdel af forrige århundrede (midten af 1900-tallet). Inde i haven findes stadig de originale statuer og bænke, samt en lille fontaine, nu dog uden vand.
Det store område omgivet af en mur, der ligger bag villaen, omfatter ikke kun haven, men også en enorm vingård, som giver hele landskabet en fornemmelse af havelandskab På forsiden af den elegante “Villa” står der på hver side af de to gitterporte nogle store søjler med spir og dekorative vaser, som en del af det jerngitter, der afgrænser den statelige gårdhave foran Villaen. Forhaven præsenterer et symmetrisk design med et stort rundt blomsterbed i midten, der ikke kun bruges til ornamentik, men også til at regulere kørselsretningen for vogne, der skal ind og ud af villaen, samt et lille rundt vandbassin. På grund af sin historiske værdi er parken Villa Mosconi Bertani listet blandt the “Grandi Giardini Italiano” (Store italienske haver).

## Villaen og Ippolito Pindemonte
Dramatikeren og digteren Ippolito Pindemonte boede i Villaen næsten ti år som gæst hos grevinde Elisabetta Mosconi.
I et af sine “Epostles in verse” skrevet i 1800, beskriver han sin store agtelse for Grevinden og Villaen sådan her: “I Deres behagelige Novare boede jeg hos Dem, kære Elisa, glædelige dage”.
Et absolut behageligt sted at feriere, især pga den smukke have, som Pindemonte omtaler i dette vers: “Jeg saa skyggerne i Deres have, som for mig syntes det smukkeste”.
Han fortsatte med utilsløret beundring for vinene: “Men jeg kigger med endnu større higen på de store noble tønder, hvis egetræ sanser og med længsel afventer høstens komme”.
Ippolito Pindemonte var født ind i en aristokratisk familie og han brugte en stor del af sin ungdom på at rejse. Han var en god ven af Giuseppe Torelli og den lærde Girolamo Pompei, og hans bror Giovanni Pindemonte var en prominent dramatiker. Han bevidnede og var dybt påvirket af den franske revolution, efter at have boet i Paris i ti måneder i 1789.
Senere opholdte han sig en del tid i England og Østrig. En romantisk poet, hovedsagelig inspireret af Ugo Foscolo og Thomas Gray. Han viede en stor del af sit liv til at oversætte Odysseen, som han perfektionerede i løbet af sit ophold, og som blev publiceret i 1822.

## Vinkultur og kælder
Villaen er beliggende i det klassiske område Valpolicella, som er vinavlscentrum i provinsen Verona og produktionsområde for Valpolicella Classico DOC og Amarone Classico DOCG. Villa Mosconi Bertanis store kælder er en af de ældste og stadig aktive i Italien. Dalen har sandsynligvis været hjemsted for vinproduktion allerede i romertiden, og de første skriftlige optegnelser taler om en produktionskælder allerede X århundrede efter Kristus (år 900 e.Kr.).
Produktionen af vin undergik en vigtig udvikling og ekspansion under ejerskabet af Mosconi-familien i slutningen af det 17. århundrede og senere igen i det 19. århundrede,
da den nåede op på en helt bemærkelsesværdig produktionsevne; som en af de største italienske vingårde, med 26 familier beskæftiget, produceredes der mere end en million flasker vin, hvilket fremgår af en rapport udfærdiget af M. Lotze. Det er det eneste overlevende dokument i Verona, der indeholder detaljer om den avancerede metode til dyrkning med høj tæthed af vinstokken “Guyot”, og beskrivelse af den store specialisering på vingården af både produktion og eksport af fine vine, ligesom der er optegnelser af vinfremstillings udstyr og redskaber, samt vintønder anvendt i det 18. århundrede. Mange af tønderne kan stadig ses på museet i kælderen. Rapporten blev bestilt omkring 1882 og er stadig bevaret af Academy of Agriculture, Sciences and Letters of Verona
Vinen kaldet “Amarone”, den karakteristiske vin fra Valpolicella, blev opfundet på ejendommen i 1936, i perioden hvor den var udlejet til Cantina Sociale Valpolicella.
Med Bertani familiens overtagelse i 1953 gennemgik vingården en yderligere udvikling, som hjemsted og hovedkvarter for familien. Siden midten af 2012 indehaves ejendommen udelukkende af Gaetano Bertani og hans sønner, som under navnet Tenuta Santa Maria fortsætter den århundreder gamle familietradition med produktion af Valpolicella-vin, herunder Amarone Classico.